# 梁麗翹
梁麗翹（英語：Nicole Leung Lai Kiu；1984年11月14日—），香港女演員和主持人，入行前為高級市場推廣主任，曾參與2011年度香港小姐競選，並獲得“國際親善小姐”及“旅遊大使獎”兩個獎項，現時為無綫電視基本藝人合約藝員。

## 背景
梁麗翹畢業於荃灣官立中學，之後往美國留學，並入讀位於加利福尼亞州的Alhambra High School。她其後於2003年入讀當地波莫納加州州立理工大學（California State Polytechnic University, Pomona）修讀音樂商業學士課程，並於2006年畢業。梁麗翹在當地讀書時擁有美國國籍。她於讀大學期間是校內華裔學生協會的顧問兼主席及南加州香港學生會的創立人兼顧問。大學畢業後，她於2007年加入一間廣告公司「interTrend Communications」工作，為期兩年。
後來梁麗翹於2010年轉到另一間廣告代理公司「Kovel/Fuller」擔任媒體分析師，但在同一年返回香港任職高級營銷主管。一年後升為項目監督。當時，她參加2011年度香港小姐競選，並獲得國際親善小姐以及旅遊大使獎兩個獎項。其項目監督的工作於2012年3月結束，此後成為無綫電視基本藝人合約藝員。

## 個人生活
2017年2月與拍拖僅兩個月的圈外男友Nic閃婚，同年12月宣佈懷孕4個月。翌年誕下女兒。2020年初，因疫情關係而一家三口避閃美國探親，直至同年5月1日才返抵香港恢復其日常生活。2021年12月宣佈再次懷孕，翌年誕下兒子。

## 演出作品

### 電視劇（無綫電視）
| 首播       | 劇名              | 角色                                        |
| 2012年     | 愛·回家           | Cherry、李素妍（第168集）、Piggy（第239集） |
| 2013年     | 神探高倫布        | 秘書（第23集）                              |
| 2013年     | 巨輪              | 客人（第31集）                              |
| 2013年     | On Call 36小時II  | DaDa（第2集）                               |
| 2014年     | 貓屎媽媽          | 客人（第12集）                              |
| 2014年     | 新抱喜相逢        | Cady                                        |
| 2014年     | 女人俱樂部        | 主持人（第31-32集）                         |
| 2014年     | 點金勝手          | 棱銳職員                                    |
| 2014年     | 忠奸人            | Ruby                                        |
| 2014年     | 載得有情人        | 主持（第6集）                               |
| 2014年     | 老表，你好hea！   | Agent（第2集）                              |
| 2014年     | 名門暗戰          | Moon                                        |
| 2014年     | 飛虎II            | 報道員（第8集）                             |
| 2015年     | 水髮胭脂          | 霜霜（何小姐）（第6集）                     |
| 2016年     | 潮流教主          | 美術同事（第15集）                          |
| 2016年     | 一屋老友記        | 主持（第5集）                               |
| 2016年     | 愛·回家之八時入席 | 女主播（第94集）                            |
| 2017年     | 乘勝狙擊          | Zita                                        |
| 2017年     | 與諜同謀          | Helen（第1集）                              |
| 2017年     | 我瞞結婚了        | Lucy Wong（第2集）                          |
| 2017年     | 不懂撒嬌的女人    | 雜誌模特兒                                  |
| 2017年     | 誇世代            | Bella（第3集）                              |
| 2017年至今 | 愛·回家之開心速遞 | 主持（第53集起至今）                        |
| 2017年至今 | 愛·回家之開心速遞 | 記者（第167集）                             |
| 2017年至今 | 愛·回家之開心速遞 | 六支咪（第208集）                           |
| 2017年至今 | 愛·回家之開心速遞 | 電視台主持（第232集）                       |
| 2017年至今 | 愛·回家之開心速遞 | 新聞報道員（第277集）                       |
| 2017年至今 | 愛·回家之開心速遞 | 麗翹（第1,087集）                           |
| 2020年     | 法證先鋒IV        | Helen（第17集）                             |
| 2020年     | 反黑路人甲        | 女主持（第1、4、9、15、22、26、29集）       |
| 2020年     | 使徒行者3         | 法庭書記（第8集）                           |
| 2021年     | 伙記辦大事        | 主播（第4、5、15、20、28、29集）            |
| 2021年     | 逆天奇案          | Mandy（第23集）                             |
| 2021年     | 寶寶大過天        | 幼稚園教師（第8、11、19集）                 |
| 2021年     | 換命真相          | 職員（第14集）                              |
| 2022年     | 金宵大廈2         | 主持（第13集）                              |
| 2022年     | 美麗戰場          | 主播（第3集）                               |
| 2023年     | 隱形戰隊          | 新聞主播（第8、10集）                       |

### 主持節目（無綫電視）
| 首播         | 節目名             | 備註                                                                |
| 2012年至今   | 《東張西望》       | 廠景兼外景主持之一                                                  |
| 2015至2016年 | 《一綫娛樂》       | Star Hunter之一（與衛志豪、謝文欣、陳浚霆、黃煦齡、譚永浩、周奕瑋） |
| 2017年       | 《玩轉香港日與夜》 | 第12集主持之一（與陸浩明及容羨媛）                                  |

## 曾獲獎項與提名
| 年份   | 獎項                                 | 結果 |
| ------ | ------------------------------------ | ---- |
| 2011年 | 2011年度香港小姐競選「國際親善小姐」 | 獲獎 |
| 2011年 | 2011年度香港小姐競選「旅遊大使獎」   | 獲獎 |